# Xiangfen
Xiangfen är ett härad som lyder under Linfens stad på prefekturnivå i Shanxi-provinsen i norra Kina.
Öster om huvudorten Xiangfeng finns den arkeologiska utgrävningsplatsen Taosi, där mycket tidiga fynd från den kinesiska civilisationen och statsbildningen gjorts.